# ガンスミス
ガンスミス（Gunsmith）とは、銃の製造、改造、分解、メンテナンス等を行う職人、すなわち銃の整備士の事である。
銃器が一般に広く普及している国では、使用者や用途に合わせた調整や改造、装飾などを行う職人が数多く存在する。銃規制の厳しい日本でも、狩猟用や射撃競技用として散弾銃やライフル銃が所持できるので、これに対応するガンスミスはいるが、この場合、銃砲店のスタッフが兼務している事もある。

## 各国のガンスミス

### アメリカ
アメリカ合衆国では、国家資格に定められている。連邦銃火器免許
AOWとは、"any other weapon"（その他の銃器）を指し、仕込み銃、ペンガン、ナイフガン等が含まれる。
Class I（Importer of firearms）
銃器を海外から輸入するためのライセンス。
Class II（Manufacturer of firearms）
銃器を製造するためのライセンス。機関銃やサプレッサーを製造する場合はClass IIIも必要。
Class III（Dealer in firearms）
フルオート火器等を扱うディーラーのライセンスで、マシンガン・ディーラー・ライセンスとも呼ばれる。
ディーラーとなるための資格であり、購入するだけなら、条件が揃えば申請と200USドルの税金のみで可能。
Class IV（Importer only of weapons classified as "AOW" ）
AOWを海外から輸入するのに必要なライセンス。
Class V（Manufacturer only of weapons classified as "AOW" ）
AOWを製造するのに必要なライセンス。
Class VI（Dealer only in weapons classified as "AOW"）
AOWを扱うディーラーのためのライセンス。

### 日本
武器等製造法に日本での武器製造手続きについて記載されている。経済産業大臣が許可した工場や事業社の代表者を武器製造事業者とする。武器製造事業者が許可申請などを窓口に提出し、経済産業大臣の許可を受けたうえで製造を行う。

### ドイツ
研修期間は通常3年。バーデン＝ヴュルテンベルク州Ehingen、テューリンゲン州ズールに専門学校がある。ドイツの武器法、兵器製造技術、弾道学、光学、工学、兵器についてなどの学習を行う。

### その他の国でのガンスミス
特に資格として定められておらず、無許可でガンスミスを名乗れる国も存在する。